# Ruppeliana nigripes
Ruppeliana nigripes är en insektsart som beskrevs av Victor Antoine Signoret 1853. Ruppeliana nigripes ingår i släktet Ruppeliana och familjen dvärgstritar. Inga underarter finns listade i Catalogue of Life.